# みなみのさんかく座イオタ星
みなみのさんかく座ι星 (ι TrA / ι Trianguli Australis) は、みなみのさんかく座にある三重連星である。
主星みなみのさんかく座ι星Aは分光連星で、+5.28等級である。どちらの恒星も黄白色のF型主系列星で、39.8日の公転周期を持つ。連星の1つはかじき座γ型変光星であり、連星の明るさは1.45日ごとに0.12等級変化する。3つめの恒星みなみのさんかく座ι星Bは10等級で、地球から観望すると主星から約20秒離れて見える。